# Општина Скиту (Олт)
Скиту (рум. Schitu) општина је у Румунији у округу Олт.
Oпштина се налази на надморској висини од 166 m.